# Gurtung (Baugrube)

Gurtung am Beispiel einer Trägerbohlwand

Eine Gurtung ist bei einem Baugrubenverbau ein horizontaler Querträger zur Abstützung der vertikalen tragenden Bauteile.

## Anwendung
Sie wird bei tieferen Baugruben angeordnet. Ebenso wird die Gurtung bei Baugrubenverbauen angewendet, die verformungsarm bleiben sollen. Bei sehr tiefen Baugruben werden auch mehrere Gurtungen übereinander angeordnet. Die Gurtung wird durch Verpressanker im Boden rückverankert. Sie kann aber auch, z. B. bei gegenüberliegenden Verbauungen, horizontal abgestützt werden.

## Material
Die Gurtung besteht oft aus zwei übereinander liegenden U-Profilen aus Stahl, zwischen den die Anker durchgeführt werden. Bei gegenseitig abgestützten Gurtungen können auch normale Träger angewendet werden z. B. IPB (HEB) Träger. In seltenen Fällen können bei kleineren Baugruben auch Holzbalken angeordnet werden.